# طلتروس تسماني
طلتروس تسماني (الاسم العلمي: Talitrus tasmaniae) هو نوع من المفصليات يتبع جنس الطلتروس من الفصيلة الطلتروسية.